# Nova Ubiratã
Nova Ubiratã là một đô thị thuộc bang Mato Grosso, Brasil. Đô thị này có diện tích 12694,974 km², dân số năm 2007 là 7768 người, mật độ 0,61 người/km².